# Loxocrepis
Loxocrepis is een geslacht van kevers uit de familie van de loopkevers (Carabidae). De wetenschappelijke naam van het geslacht is voor het eerst geldig gepubliceerd in 1929 door Eschscholtz.

## Soorten
Het geslacht Loxocrepis omvat de volgende soorten:
- Loxocrepis cruralis (Chaudoir, 1879)
- Loxocrepis obscuritarsis (Chaudoir, 1879)
- Loxocrepis rubriola (Bates, 1883)
- Loxocrepis ruficeps (W.S.Macleay, 1825)